# Marian Wodziński (poseł)
Marian Wodziński herbu Jastrzębiec (ur. 1840, zm. 1915) – powstaniec styczniowy 1863, zastępca burmistrza Leżajska w 1864, później zatrudniony na stanowisku sekretarza miejskiego przez kolejne 50 lat.
W latach 1877–1882 pełnił mandat posła IV kadencji Sejmu Krajowego Galicji z IV kurii okręgu 50 Leżajsk- Sokołów. Żonaty z Anielą Graff, ojciec trzech synów i dwóch córek. Zmarł w sierpniu 1915 pochowany został na koszt miasta w alei głównej na Cmentarzu Komunalnym w Leżajsku.